# Phylloscopus emeiensis
Phylloscopus emeiensis е вид птица от семейство Phylloscopidae.

## Разпространение
Видът е разпространен в Китай.